# Traité de Grenade (1500)
Pour les articles homonymes, voir Traité de Grenade.
Le traité de Grenade, signé le 11 novembre 1500 est un pacte d'alliance militaire entre Louis XII et Ferdinand II d'Aragon. Il prévoient d'agir de concert pour attaquer le royaume de Naples de Frédéric Ier, puis, après la victoire, se partager le royaume à parts égales.

## Contexte
L'évènement se situe dans le contexte des guerres d'Italie. Louis XII, succédant à Charles VIII, renouvelle les prétentions de ce dernier sur le royaume de Naples en tant qu'héritier de la maison d'Anjou. De son côté Ferdinand Ier fait valoir ses droits de descendant d'Alphonse le Magnanime, droits qu'il estime plus légitimes que ceux de la branche bâtarde régnant alors sur Naples.

## Contenu
Le roi de France doit recevoir Naples, la Campanie, Gaète, Labour, les Abruzzes et la province de Campobasso avec les titres de roi de Naples et de Jérusalem.
Les rois catholiques se réservent l'extrême Sud du pays, les Pouilles avec les titres de roi de Sicile, de duc de Calabre et d'Apulie.
Deux provinces sont oubliées dans ce partage : la Basilicate et la Capitanate. Elles deviennent la cause du litige qui oppose de nouveau les deux couronnes lorsque La Palice les occupe au nom du roi de France.

## Conséquences
L'occupation par les Français de certains territoires contestés entraîne un conflit avec Ferdinand II d'Aragon dès 1502. Les défaites françaises de Seminara, de Cérignole et du Garigliano contre Gonzalve de Cordoue, entraînent la perte de Naples et, le 1er janvier 1504, la capitulation de Gaëte.
En février 1504 est signé l'armistice de Lyon par lequel Louis XII renonce au royaume de Naples au profit de Ferdinand II d'Aragon. Louis XII a donc permis l'extension de la Papauté et a provoqué l'installation des Espagnols à Naples.

## Point de vue
Jules Michelet dans son Histoire de France dit de ce traité : « La France était à bonne école, entre les Borgia et Ferdinand-le-Catholique. Ce vénérable doyen des rois de l'Europe, l'homme qui avait le plus fait et violé de traités ne voulait pas mourir sans laisser de lui un chef-d’œuvre en ce genre, qu'on ne surpassât plus. Et en effet, le traité de Grenade entre lui et la France est la grande perfidie du siècle, que nul n'a surpassée. ».